# 암죽관
암죽관(lacteal) 또는 유미관(乳糜管)은 음식으로 섭취한 지방을 작은창자의 융털에서 흡수하는 림프모세관이다.
트라이글리세라이드는 쓸개즙에 의해 유화되고 효소인 라이페이스에 의해 가수분해되어 지방산, 다이글리세라이드, 모노글리세라이드의 혼합물이 만들어진다. 만들어진 혼합물은 창자의 내강에서 장세포 안으로 이동하여 다시 에스터화되어 트라이글리세라이드가 된다. 트라이글리세라이드는 인지질, 콜레스테릴 에스터, 아포지질단백질 B48과 섞여 킬로미크론을 형성한다. 킬로미크론은 암죽관으로 들어가 유미(암죽)라고 하는 우윳빛의 물질이 된다. 암죽관들은 서로 합쳐져 더 큰 림프관이 되고, 림프관은 최종적으로 유미를 가슴림프관까지 전달한다. 가슴림프관은 모인 림프를 빗장밑정맥으로 보내 온몸순환계로 합류시킨다.
빗장밑정맥으로 들어온 시점에서 혈류의 지방은 킬로미크론의 형태를 하고 있다. 혈액에 들어온 후 킬로미크론은 지질단백질 라이페이스에 의해 탈지방화된다. 결국 충분한 지질이 소실되고 추가적인 아포지질단백질이 대신 들어오면서 그 결과 킬로미크론 잔여물( chylomicron remnant)이라는 입자가 생긴다. 이 입자는 간이 섭취하며, 간에서 킬로미크론 잔여물로부터 방출된 지방은 혈액으로 다시 나와 초저밀도 지질단백질(VLDL)의 트라이글리세라이드 부분이 된다. VLDL은 혈관의 지질단백질 라이페이스에 의해 탈지되며 지방을 몸 전체의 조직으로 전달한다. 특히 방출된 지방산은 지방세포에서 트라이글리세라이드의 형태로 저장할 수 있다. VLDL이 트라이글리세라이드를 잃으면서 지질단백질 분자는 점점 작아지며 (단백질이 지질보다 밀도가 크기 때문에) 밀도가 커지고, 궁극적으로는 저밀도 지질단백질(LDL)이 된다. LDL 입자는 죽상경화증의 위험을 크게 높인다.
작은창자를 통해 흡수되는 다른 모든 경로들과 다르게, 림프계는 초회 통과 효과를 피할 수 있다.